# Lijst van voetbalinterlands Joegoslavië - Spanje
Deze lijst van voetbalinterlands is een overzicht van alle officiële voetbalwedstrijden tussen de nationale teams van Joegoslavië en Spanje. De landen hebben negentien keer tegen elkaar gespeeld. De eerste ontmoeting was een vriendschappelijke wedstrijd in Oviedo op 24 april 1932. Het laatste duel, een groepswedstrijd tijdens het Europees kampioenschap voetbal 2000, vond plaats op 21 juni 2000 in Brugge (België).

## Wedstrijden
| №  | Plaats                     | Datum             | Competitie           | Wedstrijd            | Uitslag |
| -- | -------------------------- | ----------------- | -------------------- | -------------------- | ------- |
| 1  | Oviedo                     | 24 april 1932     | Vriendschappelijk    | Spanje − Joegoslavië | 2 − 1   |
| 2  | Belgrado                   | 30 april 1933     | Vriendschappelijk    | Joegoslavië − Spanje | 1 − 1   |
| 3  | Belgrado                   | 27 oktober 1968   | WK 1970 kwalificatie | Joegoslavië − Spanje | 0 − 0   |
| 4  | Barcelona                  | 30 april 1969     | WK 1970 kwalificatie | Spanje − Joegoslavië | 2 − 1   |
| 5  | Las Palmas de Gran Canaria | 19 oktober 1972   | WK 1974 kwalificatie | Spanje − Joegoslavië | 2 − 2   |
| 6  | Zagreb                     | 21 oktober 1973   | WK 1974 kwalificatie | Joegoslavië − Spanje | 0 − 0   |
| 7  | Frankfurt am Main          | 13 februari 1974  | WK 1974 kwalificatie | Joegoslavië − Spanje | 1 − 0   |
| 8  | Sevilla                    | 10 oktober 1976   | WK 1978 kwalificatie | Spanje − Joegoslavië | 1 − 0   |
| 9  | Belgrado                   | 30 november 1977  | WK 1978 kwalificatie | Joegoslavië − Spanje | 0 − 1   |
| 10 | Zagreb                     | 4 oktober 1978    | EK 1980 kwalificatie | Joegoslavië − Spanje | 1 − 2   |
| 11 | Valencia                   | 10 oktober 1979   | EK 1980 kwalificatie | Spanje − Joegoslavië | 0 − 1   |
| 12 | Valencia                   | 20 juni 1982      | WK 1982              | Spanje − Joegoslavië | 2 − 1   |
| 13 | La Línea de la Concepción  | 7 juni 1984       | Vriendschappelijk    | Spanje − Joegoslavië | 0 − 1   |
| 14 | Oviedo                     | 14 september 1988 | Vriendschappelijk    | Spanje − Joegoslavië | 1 − 2   |
| 15 | Ljubljana                  | 26 mei 1990       | Vriendschappelijk    | Joegoslavië − Spanje | 0 − 1   |
| 16 | Verona                     | 26 juni 1990      | WK 1990              | Spanje − Joegoslavië | 1 − 2   |
| 17 | Valencia                   | 14 december 1996  | WK 1998 kwalificatie | Spanje − Joegoslavië | 2 − 0   |
| 18 | Belgrado                   | 30 april 1997     | WK 1998 kwalificatie | Joegoslavië − Spanje | 1 − 1   |
| 19 | Brugge                     | 21 juni 2000      | EK 2000              | Joegoslavië − Spanje | 3 − 4   |

## Samenvatting
| Competitie        | Totaal gespeeld | Winst Joegoslavië | Gelijk | Winst Spanje | Doelsaldo Joegoslavië – Spanje |
| ----------------- | --------------- | ----------------- | ------ | ------------ | ------------------------------ |
| WK-eindronde      | 2               | 1                 | 0      | 1            | 3 − 3                          |
| WK-kwalificatie   | 9               | 1                 | 4      | 4            | 5 − 9                          |
| EK-eindronde      | 1               | 0                 | 0      | 1            | 3 − 4                          |
| EK-kwalificatie   | 2               | 1                 | 0      | 1            | 2 − 2                          |
| Vriendschappelijk | 5               | 2                 | 1      | 2            | 5 − 5                          |
| Totaal            | 19              | 5                 | 5      | 9            | 18 − 23                        |

## Details

### Vijftiende ontmoeting
| Vriendschappelijk (Ljubljana, Joegoslavië, 26 mei 1990):                                                                                           |       |                       |
| Joegoslavië | 0 – 1 | Spanje                |
| | goals | 56' Emilio Butragueño |
| - Debuut van middenvelder Robert Jarni (Hajduk Split) voor Joegoslavië. - Debuut van verdediger Rafael Alkorta (Athletic Club Bilbao) voor Spanje. |       |                       |

### Zestiende ontmoeting
| WK-eindronde (Verona, Italië, 26 juni 1990): |       |                                             |
| Spanje                                       | 1 – 2 | Joegoslavië                                 |
| Julio Salinas 83'                            | goals | 78' Dragan Stojković 90+2' Dragan Stojković |